# 81カ国共産党・労働者党代表者会議

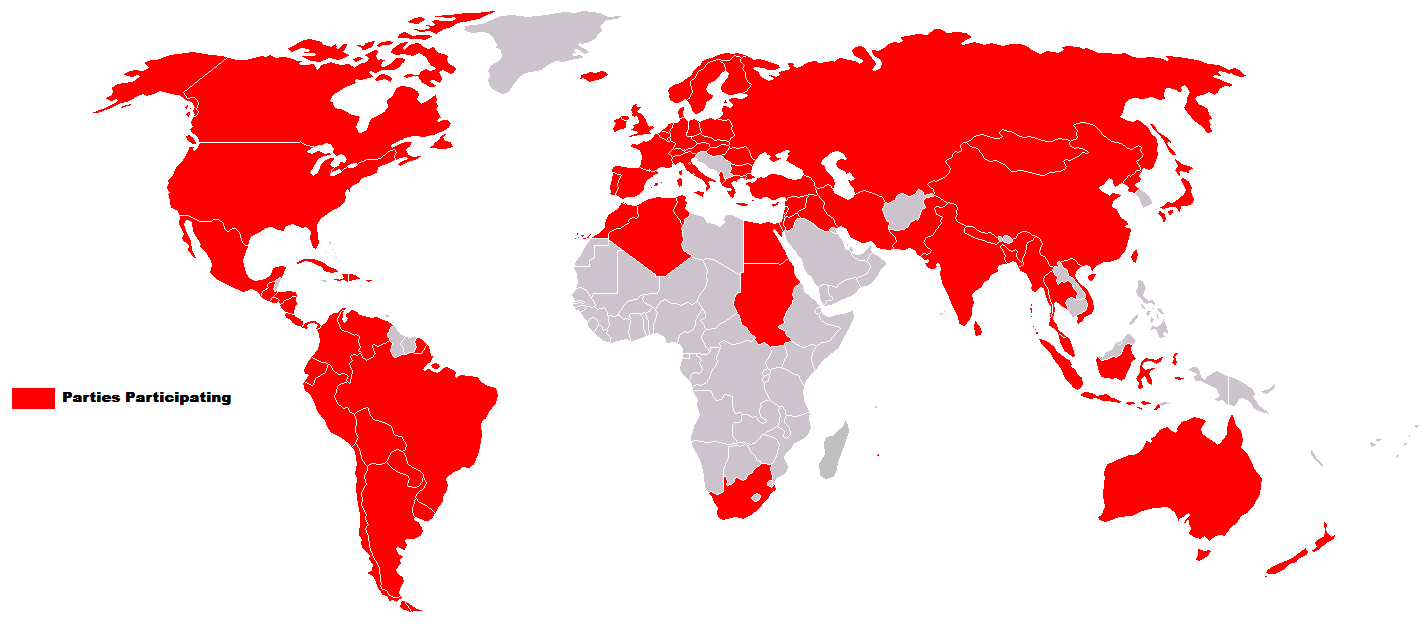
81カ国共産党・労働者党代表者会議の参加国

81カ国共産党・労働者党代表者会議（81かこくきょうさんとうろうどうしゃとうだいひょうしゃかいぎ）は1960年11月にモスクワで開催された国際会議。表面化しつつあった中ソ対立に関連して、国際共産主義運動内部の意見の対立により激しい議論が交わされた。

## 概要
十月革命43周年の記念行事に合わせて開催され、81か国の共産党・労働者党が参加した。これに先んずる会議として1957年の各国共産党・労働者党モスクワ会議と1960年のブカレスト共産党・労働者党世界会議 が存在した。特に1957年の会議で採択された「モスクワ宣言」ではソ連共産党第20回大会（スターリン批判）以降の国際共産主義運動の路線対立を調整したものの、それ以降も意見の相違が解決されなかっため81か国会議開催が招請されることになった。

## モスクワ声明
この大会の結果として、12月6日に共産党・労働者党代表者会議の声明（モスクワ声明）が採択された。現状認識、革命の戦略・戦術については意思一致がなされ、当面する国際共産主義運動の闘争方針を示した文書となっている。声明の内容は次のとおりである。
- キューバ革命にみられるように現代は各国が社会主義へと前進する時代であり、歴史の発展を方向付けているのは、社会主義世界体制・反帝国主義勢力・社会主義のために戦う勢力である[1][6]。
- アメリカ帝国主義は世界反動の支柱である[1]。
- 資本主義体制内部の競争と対立により資本主義の全般的危機は第三段階に入り、帝国主義体制は衰退している。社会主義体制の発展により両者の「平和共存」の可能性が生じている[1][6]。
- 平和勢力の共同によって世界戦争を防止することができる[1]。
- 植民地主義の完全な崩壊は不可避である[1]。
- 資本主義国では多数者による平和的な社会主義革命の可能性がある[1]。
- 共産党・労働者党は独立した平等な党であり、相互協議による共同行動・連帯を確立する[1]。

モスクワ声明は57年のモスクワ宣言と並んで、共産主義者間の論争における引用の対象となった。採択にあたっての論争から、声明の内容には一貫しない表現が残り、解釈の相違も生じた。声明は折衷・妥協の産物であり、どのようにでも解釈ができる余地があったのである。ソビエトの平和共存路線と中国共産党の「帝国主義との対立」路線が並立された内容となっており、両者は声明の中の自己の主張に近い点を強調していき、中ソ両共産党が公然対立する結果となった。
声明では、資本主義国における革命の展望を、アメリカ帝国主義と自国の独占資本に対する闘い・民族民主統一戦線による革命と社会主義への移行として打ち出している。
この記述は日本共産党にとっては民族民主革命論の理論的根拠となるものであった。日本共産党の公式党史によれば、この記述は日本共産党代表団（団長:宮本顕治）が提起した、高度に発達した資本主義国でありながら外国帝国主義の従属下にある国における革命の問題に端を発するという。全体としては賛成を得たものの、欧州の共産党の大部分が発達した資本主義国における革命は社会主義革命であるとの見解に立ったため、「ヨーロッパ以外の」という地域的限定が加えられた。

## 参加国
ソビエト側の資料では3か国の党の名前が記されておらず、そのうちの一つはアメリカ合衆国共産党であると推測されている。
- アルバニア - アルバニア労働党
- アルジェリア - アルジェリア共産党（フランス語版）
- アルゼンチン - アルゼンチン共産党
- オーストラリア - オーストラリア共産党（英語版）
- オーストリア - オーストリア共産党
- ベルギー - ベルギー共産党（フランス語版）
- ボリビア - ボリビア共産党
- ブラジル - ブラジル共産党（ポルトガル語版）
- ブルガリア -  ブルガリア共産党
- ビルマ - ビルマ共産党
- カナダ - カナダ共産党
- セイロン - セイロン共産党
- チリ - チリ共産党
- 中国 - 中国共産党
- コロンビア - コロンビア共産党（スペイン語版）
- コスタリカ - 人民前衛党（英語版）
- キューバ - 人民社会党（スペイン語版）
- キプロス - 労働人民進歩党
- チェコスロバキア - チェコスロバキア共産党
- デンマーク - デンマーク共産党（デンマーク語版）
- ドミニカ共和国 - ドミニカ共産党（英語版）
- エクアドル - エクアドル共産党（スペイン語版）
- エルサルバドル - エルサルバドル共産党
- フィンランド - フィンランド共産党
- フランス - フランス共産党
- 東ドイツ - ドイツ社会主義統一党
- 西ドイツ - ドイツ共産党
- ギリシア - ギリシャ共産党
- グアドループ - グアドループ共産党（フランス語版、英語版）
- グアテマラ - グアテマラ共産党（スペイン語版）
- ハイチ - 国民統一党（Haitian Party of People's Unity）
- ホンジュラス - ホンジュラス共産党（スペイン語版）
- ハンガリー - ハンガリー社会主義労働者党
- インド - インド共産党
- インドネシア - インドネシア共産党
- イラン - イラン大衆党（英語版）
- イラク - イラク共産党
- アイルランド - アイルランド労働者党（英語版）、北アイルランド共産党（英語版）
- イスラエル - イスラエル共産党
- イタリア - イタリア共産党
- 日本 - 日本共産党
- ヨルダン - ヨルダン共産党（フランス語版）
- 北朝鮮 - 朝鮮労働党
- レバノン - レバノン共産党
- ルクセンブルク - ルクセンブルク共産党
- マレーシア - マラヤ共産党
- マルティニーク - マルティニーク共産党（フランス語版）
- メキシコ - メキシコ共産党（スペイン語版）
- モンゴル - モンゴル人民革命党
- モロッコ - モロッコ共産党（フランス語版）
- ネパール - ネパール共産党
- オランダ - オランダ共産党（オランダ語版）
- ニュージーランド - ニュージーランド共産党（英語版）
- ニカラグア - ニカラグア社会党（スペイン語版）
- ノルウェー - ノルウェー共産党（ノルウェー語版）
- パキスタン - パキスタン共産党（英語版）
- パナマ - パナマ人民党（スペイン語版、英語版）
- パラグアイ - パラグアイ共産党
- ペルー - ペルー共産党（スペイン語版）
- ポーランド - ポーランド統一労働者党
- ポルトガル - ポルトガル共産党
- プエルトリコ - プエルトリコ共産党（英語版）
- レユニオン - レユニオン共産党（フランス語版、英語版）
- ルーマニア - ルーマニア労働者党
- サンマリノ - サンマリノ共産党
- 南アフリカ - 南アフリカ共産党（英語版）
- ソビエト連邦 - ソビエト連邦共産党
- スペイン - スペイン共産党
- スーダン - スーダン共産党（英語版）
- スウェーデン - スウェーデン共産党
- スイス - スイス労働党（ドイツ語版）
- シリア - シリア共産党（フランス語版）
- タイ - タイ国共産党
- チュニジア - チュニジア共産党（フランス語版）
- トルコ - トルコ共産党（トルコ語版、英語版）
- アラブ連合 - エジプト共産党（英語版）
- イギリス - グレートブリテン共産党
- アメリカ合衆国 - アメリカ合衆国共産党
- ウルグアイ - ウルグアイ共産党
- ベネズエラ - ベネズエラ共産党
- ベトナム - ベトナム労働党